# Carlo Emanuele a Prato
Carlo Emanuele a Prato (Trento, 7 aprile 1895 – Ginevra, 17 settembre 1968) è stato un patriota, antifascista e giornalista italiano, membro della famiglia a Prato.

## Biografia
Nacque a Trento, nell'allora Impero austro-ungarico, figlio di Giovanni Napoleone a Prato, barone di Segonzano, e di Jeanne Richard, nata a Milano da una famiglia originaria di Nyon; aveva un fratello maggiore, Silvio, nato nel 1892. Svolse gli studi secondari a Trento, completandoli poi a Berna e a Zurigo; all'università studiò negli atenei di Graz, Linz e Vienna. Come avevano fatto già il padre e il prozio, l'abate Giovanni Battista a Prato, anche Carlo Emanuele fece sua la causa dell'irredentismo trentino: pertanto, quando venne chiamato alle armi nell'esercito austroungarico allo scoppio della prima guerra mondiale, disertò nel dicembre 1914 e, tramite la Svizzera, riuscì a raggiungere la madre e il fratello in Italia. Qui proseguì gli studi in legge a Siena e Bologna; a Firenze conobbe Gaetano Salvemini e soprattutto Cesare Battisti, con cui fece le prime esperienze giornalistiche e che lo introdusse al socialismo. Quando anche l'Italia entrò in guerra, si arruolò volontario nell'aviazione italiana (il che gli valse la condanna a morte in contumacia dalle autorità austroungariche). Nel 1917 venne ferito in battaglia; nello stesso anno si laureò in legge e venne decorato per aver sorvolato Trento allo scopo di gettare fiori sul luogo dell'esecuzione di Cesare Battisti.
Dal 1918 ebbe diversi incarichi diplomatici (corrispondente e addetto all’ambasciata italiana alla Conferenza socialista a Stoccolma, dove legò con Antonio Piscel; parte dell'ufficio stampa alla conferenza di Versailles; capo dell'ufficio stampa italiano alla Conferenza degli Ambasciatori del 1920 e via dicendo). Quando Carlo Sforza divenne ministro degli Esteri, entrò nella sua segreteria e nell'ufficio stampa; con lui instaurò un rapporto di amicizia che sarebbe durato vent'anni.
Con le dimissioni di Sforza nel 1921, a Prato rifiutò ulteriori offerte d'impiego dal ministero (che implicavano l'accettazione del regime fascista) e si avviò al giornalismo, diventando corrispondente da Parigi per il Mondo di Alberto Cianca; il lavoro fu comunque difficile, date le censure imposte dal governo, e anche alcune opere scritte da a Prato, critiche verso il fascismo, non vennero pubblicate. Nel 1923 venne messo in residenza sorvegliata nella sua casa di Cadine, nel 1924 aderì ufficialmente al Partito Socialista Unitario e nel 1925 espatriò a Parigi. Qui tentò di formare un fronte comune con gli altri emigrati, fondando insieme a Giuseppe Donati il Corriere degli italiani, che però ebbe vita breve.
Nell'autunno del 1926 si spostò a Ginevra, dove divenne corrispondente di molti giornali inglesi, francesi, americani e anche giapponesi (New York Times, Le Populaire, Paris-Soir, L'Impartial français, The Daily Herald e Jiji shimpō), nonché principale redattore del Journal des Nations di Wacław Oryng. Al contempo continuò la propria attività antifascista, spesso ostacolata dalle autorità svizzere, mantenendo rapporti con Salvemini, Vera ed Emanuele Modigliani, Luigi Sturzo, Egidio Reale, Guglielmo Ferrero e Lauro De Bosis. Nel 1936 gli venne revocata la "tolleranza di soggiorno" nel Cantone di Ginevra, decisione che venne poi estesa all'intero territorio svizzero; a Prato si stabilì allora appena oltre confine, ad Ambilly, da dove continuò a pubblicare il Journal des Nations e altre opere fino al 1938, quando le autorità svizzere riuscirono a bloccarne la diffusione.
All'inizio della seconda guerra mondiale a Prato si spostò nuovamente a Parigi, riparando quindi negli Stati Uniti nel 1941; anche qui entrò nella rete degli attivisti antifascisti, caratterizzata però da contrasti interni che portarono anche alla fine dell'amicizia con Sforza, che da quel momento gli sarebbe rimasto ostile. Nel 1942 entrò a lavorare per l'Office of War Information come direttore dell'ufficio di propaganda radiofonica e giornalistica in lingua italiana della Voice of America, raggiungendo nel 1944 il grado di ufficiale superiore dell'esercito americano.
Tornato in Europa alla fine del conflitto, tentò senza successo di imbarcarsi in altre attività editoriali (fallite per motivi sia economici, sia organizzativi); contemporaneamente gli venne sostanzialmente preclusa (in primis da Sforza) qualsiasi attività politica. Fu quindi di nuovo corrispondente da Ginevra per numerosi giornali, fra cui in particolare  Le Monde.
Sposato con Andrée Ferry nel 1921, non ebbe figli; morì a Ginevra nel 1968.